# Rembt
Rembt is een voornaam uit de provincie Groningen en Friesland. De naam is samengetrokken via Remmet uit Rembod, een tweestammige Germaanse naam uit Regin- 'raad' en -bad 'bieden, gebieden' (zie regin- en -bod-), of een afleiding uit Reginbrecht. 
De naam kan dus worden verklaard als biedt raad of raadgever. Varianten van de naam zijn onder andere: Rempt, Remt, Rembdt, Rembad en Rembod. Er bestaat ook een vrouwelijke variant van de naam, namelijk Remberdina. 

## Geschiedenis en statistieken
De naam Rembt kwam tussen de 16e en 19e eeuw met name voor in Noord-Groningen. Via het Groningse geslacht Van Iddekinge ging de naam over op het eveneens Groningse geslacht Sickinghe. Vanaf de 20e eeuw verspreidde de naam zich via dit geslacht ook naar het westen van Nederland. Sinds de 21e eeuw komt de naam nog enkele keren binnen deze familie voor. 
In Nederland werd de naam Rembt in 2025 minder dan vijf keer als voornaam en minder dan 5 keer als volgnaam bij mannen geregistreerd. Onder vrouwen kwam de naam in beide gevallen niet voor. De vrouwelijke variant Remberdina werd in datzelfde jaar eveneens niet geregistreerd. 

## Bekende naamdragers
- Rembt Tobias Hugo Pieter Liebrecht Alexander van Boneval Faure (1826-1909), Nederlands hoogleraar en politicus
- Rembt Tobie Guyot (1796-1870), Noord-Nederlands bestuurder
- Rembt ten Ham († ca. 1670), Noord-Nederlands borgheer en militair
- Rembt Iddekinge (1636-1719), raad en burgemeester van Groningen, bewindhebber WIC
- Rembt Tobias van Iddekinge (1715-1797), Gronings secretaris
- Rembt Rombout van Iddekinge (1636-1719), Gronings politicus
- Rembt Jensema († na 1580), Gronings borgheer
- Rembt de Mepsche (†1615), Gronings raadsheer
- Rembt Itens to Nansum (†1562), Gronings hoveling
- Rembt Rengers ten Post (ca. 1600), Gronings bestuurder
- Rembt Tobias Sickinghe (±1746), Gronings militair

### Als volgnaam
- Pieter Rembt van Iddekinge (1683-1758), raad en burgemeester van Groningen, bewindhebber WIC
- Feijo Rembt Pruissen (1780), zoon van Petrus Pruissen (1752-1796); apotheker te Groningen en schoonzoon van Feijo Sickinghe (1718-1748)
- Eilko Rembt Sickinghe (1948), Nederlands bestuurder, kanselier van de Johanniter Orde in Nederland
- Pieter Feyo Onno Rembt Sickinghe (1900-1974), Nederlands hofdienaar en bestuurder
- Pieter Rembt Sickinghe (1743-1821), Gronings jonkheer en politicus

### Als achternaam
- Paul Rembt (1906-1931), artistiek leider Orkest Berliner Musikfreunde
- Johann Ernst Rembt (1749-1810), Duits orgelcomponist
- Adolf Rembte (1902-1937), Duits politicus en verzetsstrijder
- Fiona Rempt (1973), Nederlands schrijfster
- Kristin Rempt, Duits schlagerzangers
- Rens Rempt (1908-1945), Nederlands verzetsstrijder
- Len Rempt-Halmmans de Jongh (1927-2013), Nederlands politica
- Rodney P. Rempt (1945), Amerikaans vice-admiraal